# Selmsdorf
Selmsdorf település Németországban, Mecklenburg-Elő-Pomeránia tartományban. Lakosainak száma 3226 fő (2023. december 31.).

## Népesség
A település népességének változása:
| Lakosok száma | 2973 | 3064 | 3219 | 3192 | 3226 |
|               | 2017 | 2019 | 2021 | 2022 | 2023 |